# تيبيدابو
تيبيدابو (بالكتلانية: Tibidabo) هو تل يطل على مدينة برشلونة بمقاطعة كتالونيا في إسبانيا. وهو أعلى نقطة في مدينة برشلونة، حيث يبلغ ارتفاعه 512 مترًا (1،680 قدمًا)، وهو أطول تل في منطقة سيرا دي كولسيرولا. يرتفع بشكل حاد إلى جهة الشمال الغربي، ويطل على المدينة والساحل المحيط بها.
تتمير منطقة تيبيدابو بمساحة خضراء كبيرة، وتقع على بعد 15 دقيقة من وسط العاصمة برشلونة. كذلك في قمة التل هناك كنيسة تكفير قلب يسوع الأقدس (بالكتلانية: Temple Expiatori del Sagrat Cor) والتي تضم عناصر معمارية على الطراز القوطي، وقد تم تصميم الكنيسة من قبل إنريك ساجنير، وبدأ البناء في عام 1902 واستغرق إكمالها 60 عامًا. ويعلوها تمثال لقلب اليسوع الأقدس رسمه جوزيب ميريت لوبارت.
بجاور التل هناك مدينة ملاهي تيبيدابو. كذلك يقع برج الاتصالات المعروف توري دي كولسيرولا على مسافة قصيرة سيرًا على الأقدام.
ويمكن رؤية الثلاثة بشكل بارز من معظم أنحاء مدينة برشلونة.